# Argentina Brunetti
Argentina Brunetti (* 31. August 1907 in Buenos Aires, Argentinien als Argentina Ferraù; † 20. Dezember 2005 in Rom, Italien) war eine argentinisch-italienische Schauspielerin, die später in den Vereinigten Staaten lebte und arbeitete.

## Leben
Brunetti wurde in Argentinien als Tochter der bekannten sizilianischen Schauspielerin Mimi Aguglia (1884–1970) geboren. Ihre eigene Laufbahn als Schauspielerin begann bereits im Alter von drei Jahren, als sie eine Rolle in der Oper Cavalleria Rusticana hatte. Anschließend hatte sie Auftritte auf den Bühnen in Europa und Südamerika und trat damit in die Fußstapfen ihrer berühmten Mutter. Im Jahr 1937 wurde sie von MGM unter Vertrag genommen und synchronisierte die Stimmen von Jeanette MacDonald und Norma Shearer für den italienischen Markt. Anschließend arbeitete sie als Reporterin bei dem Radiosender Voice of America und interviewte amerikanische Filmgrößen für italienische Sendungen.
1946 gab Brunetti ihr Filmdebüt in dem Klassiker Ist das Leben nicht schön? in der Nebenrolle der Mrs. Martini. Als Schauspielerin trat sie danach in rund 70 Kinofilmen und mehr als 100 Fernsehprogrammen auf, wobei sie meist multiethnische Nebenrollen spielte. Oftmals verkörperte sie etwa italienische oder spanische Mütter und Großmütter. Ihre letzte Rolle hatte sie mit Mitte Neunzig in dem 2002 erschienenen Film The 4th Tenor.
Während ihrer vielfältigen Karriere schrieb Brunetti auch viele Artikel und trat in täglichen Radioshows auf. Sie wurde Mitglied der Hollywood Foreign Press Association und verfasste zahlreiche Berichte über Hollywoodgrößen, beschrieb Bücher und Musik. Im hohen Alter hatte sie einen wöchentlichen Weblog im Internet, der sich Argentina Brunetti’s Hollywood Stories nannte. Ihr Sohn schrieb eine Biographie über seine Mutter mit dem Titel In Sicilian Company, die im Jahr 2016 erschien.
Nach ihrem Tod im Alter von 98 Jahren wurde Argentina Brunetti auf dem Holy Cross Cemetery in Culver City bestattet.

## Filmografie (Auswahl)
- 1946: Ist das Leben nicht schön? (It’s a Wonderful Life)
- 1946: Gilda
- 1946: Flucht von der Teufelsinsel (The Return of Monte Cristo)
- 1947: California
- 1947: Tycoon
- 1948: Im Lande der Kakteen (Mexican Hayride)
- 1948: Der Menschenfresser von Kumaon (Man-Eater of Kumaon)
- 1949: Vor verschlossenen Türen (Knock on Any Door)
- 1949: Unerschütterliche Liebe (Shockproof)
- 1949: El Paso, die Stadt der Rechtlosen (El Paso)
- 1950: Der gebrochene Pfeil (Broken Arrow)
- 1950: Gnadenlos gehetzt (The Lawless)
- 1950: Unter Einsatz des Lebens (Southside 1-1000)
- 1951: Der große Caruso (The Great Caruso)
- 1951: Sirocco – Zwischen Kairo und Damaskus (Sirocco)
- 1951: Keinen Groschen für die Ewigkeit (Force of Arms)
- 1952: Meine Cousine Rachel (My Cousin Rachel)
- 1952: Die Rose von Cimarron (Rose of Cimarron)
- 1952: Im Banne des Teufels (The Iron Mistress)
- 1952: Abenteuer in Rom (When in Rome)
- 1953: Der Hauptmann von Peshawar (King of the Khyber Rifles)
- 1953: Der Tolpatsch (The Caddy)
- 1953: Der Cowboy von San Antone (San Antone)
- 1955: Drei Rivalen (The Tall Men)
- 1960: Tausend Meilen Staub (Fernsehserie, 1 Folge)
- 1960: Kein Fall für FBI (The Detectives, Fernsehserie, 1 Folge)
- 1960: Bonanza (Fernsehserie, 1 Folge)
- 1962: Es begann in Rom (The Pigeon That Took Rome)
- 1964: Der mysteriöse Dr. Lao (7 Faces of Dr. Lao)
- 1964: Postkutsche nach Thunder Rock (Stage to Thunder Rock)
- 1965: Goldfalle (The Money Trap)
- 1967: Solo für O.N.C.E.L. (The Man from U.N.C.L.E., Fernsehserie, 1 Folge)
- 1971: Der barfüßige Generaldirektor (The Barefoot Executive)
- 1973: Die Straßen von San Francisco (The Streets of San Francisco, Fernsehserie, 1 Folge)
- 1976: Die Zwei mit dem Dreh (Switch, Fernsehserie, 1 Folge)
- 1978: Quincy (Fernsehserie, 1 Folge)
- 1980: Fetty – Der Dicke legt los! (Fatso)
- 1985–1988: General Hospital (Fernsehserie, 25 Folgen)
- 1994: Clash - Showdown in L.A. (Lookin’ Italian)
- 1998: Alle lieben Raymond (Everybody Loves Raymond, Fernsehserie, 1 Folge)
- 2002: The 4th Tenor